# 渡辺彼野人
渡辺 彼野人（わたなべ かやと、1991年10月23日 - ）は、日本の男性タレント、元子役、モデルである。神奈川県出身。

## 人物
1999年『やっぱりさんま大先生』で子役として芸能界デビュー。
2005年には『ほんとにあった怖い話』のほん怖メンバーとして活躍。
かつてはキリンプロやムーン・ザ・チャイルドに所属していた。
中学校時代はソフトテニス部として活動。実妹は元子役タレントの渡辺はるか。
2008年以降の活動は確認されていない。

## 出演

### テレビドラマ
- 爆竜戦隊アバレンジャー（2003年2月 - 2004年2月、テレビ朝日） - 少年 役
- 虹色定期便（2003年4月 - 2004年3月、NHK教育テレビ） - 葉山悟（ハリー） 役
- 仮面ライダー555（2003年8月 - 2004年1月、テレビ朝日） - 鈴木照夫 役
- ほんとにあった怖い話 お願い、ムワ（2004年2月28日、フジテレビ） - 翼 役
- ドラマ30 虹のかなた（2004年8月、毎日放送） - サトル 役
- 生物彗星WoO（2006年4月 - 6月、NHKBShi） - 隼人 役
- ドリーム☆アゲイン 第8話（2007年12月1日、日本テレビ） - カヤト 役

### バラエティ
- やっぱりさんま大先生（1999年11月 - 2000年3月）
- あっぱれさんま大先生（2000年4月2日 - 2002年3月）
- ほんとにあった怖い話（2005年2月） - 本怖メンバー

### ラジオドラマ
- 青春アドベンチャー 穴（2005年6月、NHKFM） - 主役・スタンリーイエルナァツ 役

### 映画
- ノーパンガールズ（2005年11月、オメガ・プロジェクト） - フミヤ 役
- 力道山（2006年3月、ソニーピクチャーズエンタテイメント） - 中島 役

### CM
- ナカヤマ リフォームのナカヤマ（2000年7月 - 2001年6月）
- ピザハット 韓国風プルコギ（2001年7月 - 8月）
- コナミ ディズニーシー（2001年10月 - 12月）
- ジョンソン&ジョンソン バンドエイドクイックヘルプ（2002年4月 - 9月）
- 加ト吉 炊き立てごはん（2003年9月 - 2005年4月）
- NTTドコモ どっちがCMするか編（2006年7月 - 9月）

### スチール
- クラウンFG ノースベリー（2001年4月 - 2003年12月）
- 日立 液晶プロジェクター（2004年11月）